# Мариово
Марѝово или Морѝово (понякога книжовно Марѝхово или Морѝхово, на македонска литературна норма: Мариово, на гръцки: Μορίχοβο, Морихово) е историко-географска област в южната част на Северна Македония, чието население се отличава със специфична етнография и традиции.

## География
Мариово е ридско-планинска област, разположена в южната част на Северна Македония по средното течение на река Църна (Черна). Източната граница на областта е планината Козяк, която я отделя от областта Витачево и от Тиквеш и Гевгелийско. От югоизток Нидже я отделя от областите Воденско и Мъглен в Гърция. Селечката планина оформя западната граница на Мариово и я отделя от котловината Пелагония, а планината Дрен от север я отделя от областта Раец и Прилепско. При навлизането си в Мариово река Църна образува Скочивирската клисура – най-дългият пролом на територията на Северна Македония.
Цялата област Мариово има площ от 1251 квадратни километра и е разделена на две етногеографски части – Мало Мариово, по левия бряг на Църна и Големо Мариово, по десния (също Младо и Старо Мариово). Това е най-високата котловина в областта Македония с надморска височина 1050 m.

## Мариовски минен басейн
Първите следи от рудодобивна дейност в Мариово са от XII – XIII век. В ранния период на османското владичество в областта са се добивали креда и каменни въглища.
През XIX век сръбският геолог Йован Цвиич прави проучване на Мариово и намира следи от руди около село Рожден и около рудника Алшар (Алчар). Над село Рожден е открит рудник за хромит, а в местността Изгорена чука – такъв за железни руди. На повърхността на скалите се срещат кристали от гипс, легла от гипс и сяра, а така също и каменни въглища.
През 1889 година са направени първите изследвания на рудата в Мариовския минен район, а през 1891 година започва обработването ѝ. Годишният добив е около 400 – 500 тона антимон, реалгар и аурипигмент. Тази руда съдържа до 60% антимон без други примеси. Геологът Кренер намира нов минерал там, а Фулон намира стиблит, сервантит, валентинит и антимонов бленд.
В същия минен басейн спада и рудникът за хром в местността Левирова тумба край Саракиново, Воденско.

## Села
В административно отношение до 2004 година Мариово е разделено на три общини: Битолско Мариово – община Старавина, Прилепско Мариово – община Витолище и Тиквешко Мариово – западната част на община Конопище. Днес Битолско Мариово е в община Новаци, Прилепско Мариово в община Прилеп, а Тиквешко Мариово в община Кавадарци. Най-голямо село и традиционен център на Мариово е село Витолище.
Битолско Мариово: Будимирци, Бърник, Градешница, Грунища, Зовик, Ивени, Маково, Орле, Петалино, Рапеш и Старавина.
Прилепско Мариово: Бешище, Вепърчани, Витолище, Върбско, Гугяково, Дуне, Живово, Кален, Кокре, Крушевица, Манастир, Пещани, Полчище и Чанище.
Тиквешко Мариово: Галище, Клиново, Майден, Рожден и Ръжаново.

## История
Морихово се споменава като част от Мъгленската епархия на Охридската архиепископия в хрисовула на император Василий II от 1019 година.
В Мариово по време на османското владичество не е заселвано турско или друго мюсюлманско население и не е извършвана ислямизация – според легендата името на областта идва от красавицата Мария, която приела да стане жена на един турски бей срещу условието, че в областта няма да се турчат други хора, няма да се заселват турци и няма да се строят джамии. През XIX–XX век тези събития започват да се приписват на Кера Тамара (в местните легенди Тамар-Мара или Тала-Мара) - сестра на последния български цар Иван Шишман и съпруга на османския султан Мурад I - която получава Мариово като личен дар от Мурад и запазва населението от ислямизация.  Всъщност областта е обявена за султански хас (т.е. лично владение на султана) и затова не е колонизирана с мюсюлмани или ислямизирана.
В 1564 – 1565 в областта избухва Мариовската буна.
В 1848 година руският славист Виктор Григорович описва в „Очерк путешествия по Европейской Турции“ Маріуво като окръг от 20 села в битолското поле с българско население.
В 1861 година австрийският дипломат и лингвист Йохан Георг фон Хан описва Мариово (Мариофце) в книгата си Reise von Belgrad nach Salonik като планинска местност, състояща се от 19 български села, обитавани в голямата си част от пътуващи дървари, разбиращи от строежа на дъскорезници. Най-голямото село било Дуние със 100 къщи, а второто по големина Витолице с 90 къщи.
През XIX и началото на XX век всички села от Битолско Мариово са гъркомански и областта се превръща в най-северния център на Гръцката въоръжена пропаганда в Македония. От Битолско Мариово са известните андартски капитани Петър Сугарев (Петрос Сугаракис), Андонис Зоис и Стоян Цицов (Стефос Цицу). Днес един от площадите на Солун се нарича „Морихово“. От българска страна в Мариово действа четата на Коста Мориовски.
В 1918 година Петър Карчев, кореспондентът на Четвърта пехотна преславска дивизия, разквартирувана в Мариово пише:
| „ | Крушевица и Дуня дават пълна представа за общата бедност на Мориховската област. Тези места дават според мене идея и за най-ниското жизнено ниво, което можеше да се срещне през онези години в Македония. Животът на местните хора напомняше в общи черти нивото на едни от най-изостаналите човешки общежития на Балканите. Може би само някои откъснати от шумния живот места в Албания съперничеха на Морихово по своята примитивност и бедност. Къщите бяха каменни и представляваха вътре едно общо помещение, покрай една от стените на което се намираше огнище. Домочадията са лежали върху пръстения под на подложена слама. Едната половина на същото помещение беше постоянно жилище на кравите и конете. Отделни сайванти за добитъка нямаше. Жилищата бяха покрити с ръжена слама – а една част от тях – с каменни плочи. Не можеше и да става дума за никаква хигиена в съвместния с добитъка живот на мориховските жители. Предполагам, че с това моше да се обясни отчасти и силното разпространение на сифилиса в Мориховско, особено в някои от селата като Дуня например. | “ |

В последните десетилетия населението на областта масово мигрира към Битоля, Прилеп, Скопие или в чужбина. Според преброяването от 2002 година Мариово има 1160 жители, от които 1147 или 98,88% македонци.

## Личности
Родени в Мариово
- Иван Николаев, български опълченец, IV опълченска дружина, умрял преди 1918 г.[12]
- Стоян Мариовчето, деец на ВМОРО